# Jean Alix Verrier
Jean Alix Verrier (ur. 9 marca 1931 w Latiboliere, zm. 11 października 2024) – haitański duchowny rzymskokatolicki, w latach 1988-2009 biskup Les Cayes.

## Życiorys
Święcenia kapłańskie przyjął 13 lipca 1958. 21 grudnia 1985 został prekonizowany koadiutorem diecezji Les Cayes. Sakrę biskupią otrzymał 9 marca 1986. 9 kwietnia 1988 objął urząd biskupa diecezjalnego. 9 marca 2009 przeszedł na emeryturę.